# 梁天琦
梁 天琦（英語: Edward Leung〈エドワード・レオン〉、1991年6月2日 - ）は、香港の政治家、政治活動家。元本土民主前線スポークスマン。香港独立を唱える本土派であり、スローガン「光復香港、時代革命」の起草者でもある。

## 人物
1991年、中華人民共和国湖北省武漢市に生まれ、1歳の時に香港に移住。香港大学で、哲学を主専攻、政治・公共行政を副専攻として学んだ。
2016年9月の立法会には本土民主前線を政党として出馬登録したが、香港の選挙管理当局はかれを「香港独立派」と認定し、立候補資格を剥奪した。

## 逮捕
2016年香港旺角騷乱で衝突の本土派側に回ったことを理由に、禁錮6年の実刑判決を受ける。
イギリス統治時代に起きた六七暴動では、51人の死者が出たが最高で2年の刑であったことから政治的で重すぎる刑罰との意見がある。

## 出獄
獄中での善行により、梁天琦は法律に基づいて減刑され、2022年1月19日に出所した。 その日の午前3時頃、4年間服役していた梁天琦は石壁監獄を出て、7人乗りのバスに拾われた。 梁のフェイスブックページも午前0時に機能を停止し、すべてのコンテンツが削除された。